# Konståret 1950

## Händelser
- Parsons School of Design etablerar en filial i Paris.

## Priser och utmärkelser
- Prins Eugen-medaljen tilldelas Sigurd Lewerentz, arkitekt, och Axel Nilsson, målare och grafiker.

## Verk
- Marc Chagall – Bruden

## Utställningar
- Nationalmuseum genomför en specialutställning med delar av Viking Eggelings produktion.

## Födda
- 7 januari – Leif Elggren, svensk konstnär.
- 20 januari – Joel Svensson, svensk läkare och konstnär.
- 15 februari – Lars Karngård, svensk bildkonstnär och porträttmålare.
- 22 februari – Genesis P-Orridge, engelsk konstnär och musiker.
- 10 mars – Arne Samuelsen, norsk målare.
- 20 april – Kerold Klang, svensk serietecknare, skämttecknare och illustratör.
- 17 juni – Lee Tamahori, nyzeeländsk konstnär, skådespelare, regissör och fotograf.
- 23 juni – Carl Zetterström (död 2005), svensk författare, skribent, kåsör och konstnär.
- 27 juni – Denise Grünstein, finländsk fotograf och konstnär.
- 5 juli – Pål Svensson, svensk skulptör.
- 29 juli – Jenny Holzer, amerikansk konceptkonstnär.
- 19 augusti – Kari Bøge, norsk målare, och författare.
- 31 augusti – Carl-Axel Engstad, svensk konstnär.
- 11 september – Ami Lanmark, svensk konstnär.
- 23 oktober – Jerker Swande, svensk konstnär, författare, regissör och skådespelare.
- 30 oktober – Lamine Dieng, svensk skådespelare, dansare och konstnär.
- 30 november – Jan-Kåre Øien, norsk tecknare, illustratör och grafiker.
- okänt datum – Agim Qena (död 2005), kosovoalbansk karikatyrist.
- okänt datum – Christian von Sydow, svensk formgivare.
- okänt datum – Jan de Weryha-Wysoczański, polsk-tysk skulptör.

## Avlidna
- 20 maj - Ossian Elgström, 66, svensk konstnär och författare.
- 26 september - Ewald Dahlskog, 56, svensk konstnär.
- 5 oktober - Axel Sjöberg, svensk konstnär och författare.
- 29 december - Bertil Bull Hedlund, 57, svensk konstnär.